# Dicranopygium scoparum
Dicranopygium scoparum är en enhjärtbladig växtart som beskrevs av Gloria A. Galeano och Rodrigo Bernal. Dicranopygium scoparum ingår i släktet Dicranopygium och familjen Cyclanthaceae. Inga underarter finns listade.